# Copa Adrián C. Escobar 1946
La Copa Adrián C. Escobar 1946 constituye la sexta edición de este particular torneo relámpago, organizado por AFA.
Disputado a final de temporada, contaba con la particularidad de que los partidos duraban 40 minutos, distribuidos en dos tiempos de 20 minutos. En caso de empate, se disputaban dos tiempos extra de 10 minutos cada uno, y si persistía, se clasificaba aquel equipo con mayor cantidad de tiros de esquina a favor, propiciando que los mismos sean celebrados como "goles" por parte del público espectador. Los equipos participantes, podían llegar a disputar hasta dos encuentros en un mismo día.
Participaron en ella, los siete primeros equipos de la tabla de posiciones del torneo oficial de Primera División de 1946. San Lorenzo, por ser el último campeón de la liga, entraba directamente en semifinales. El torneo se realizó en el antiguo "Gasómetro", estadio de San Lorenzo.
Se disputó solo la etapa de cuartos de final, con tres partidos el 29 de marzo de 1947. River Plate le ganó 2 a 1 a Independiente, Racing Club le ganó 1 a 0 a Boca Juniors, y Estudiantes de La Plata y Rosario Central igualaron 2 a 2. 
Finalmente, la competencia no se siguió disputando.

## Sistema de disputa

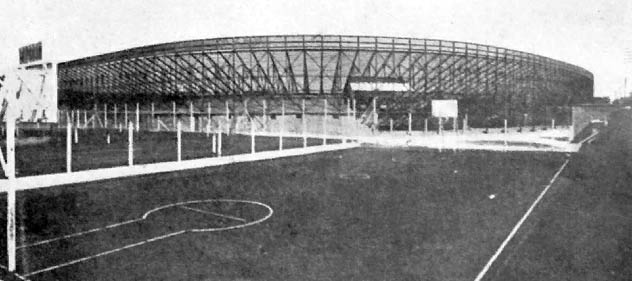
Estadio El Gasómetro donde se disputaron todos los partidos.

Los primeros 7 equipos del Campeonato de Primera División, se deberían haber enfrentado en un heptagonal, a través de un sistema de eliminación directa.
Se jugaron 3 partidos de 40 minutos, con la particularidad de que, en caso de empate al transcurrir el alargue, se clasificaba aquel equipo con mayor cantidad de tiros de esquina a favor.
San Lorenzo avanzó directamente a semifinales por ser el último campeón de Primera División.

## Equipos
| Equipo                               | Clasificación                                       | Ciudad       |
| ------------------------------------ | --------------------------------------------------- | ------------ |
| Club Atlético San Lorenzo de Almagro | 1° lugar del Campeonato de Primera División de 1944 | Buenos Aires |
| Club Atlético Boca Juniors           | 2° lugar del Campeonato de Primera División de 1944 | Buenos Aires |
| Club Atlético River Plate            | 3° lugar del Campeonato de Primera División de 1944 | Buenos Aires |
| Racing Club                          | 4° lugar del Campeonato de Primera División de 1944 | Avellaneda   |
| Club Estudiantes de La Plata         | 5° lugar del Campeonato de Primera División de 1944 | La Plata     |
| Club Atlético Independiente          | 6° lugar del Campeonato de Primera División de 1944 | Avellaneda   |
| Club Atlético Rosario Central        | 7° lugar del Campeonato de Primera División de 1944 | Rosario      |

## Desarrollo
|  | Cuartos de final    | Cuartos de final | Cuartos de final   |                    |  | Semifinal | Semifinal          | Semifinal |  |  | Final | Final | Final |  |
|  | 29 de marzo de 1947 |                  |                    |                    |  |           |                    |           |  |  |       |       |       |  |
|  |                     |                  |                    |                    |  |           |                    |           |  |  |       |       |       |  |
|  |                     |                  |                    |                    |  |           |                    |           |  |  |       |       |       |  |
|  | 1                   | River Plate      | 2                  |                    |  |           |                    |           |  |  |       |       |       |  |
|  | 1                   | River Plate      | 2                  |                    |  |           |                    |           |  |  |       |       |       |  |
|  | 8                   | Independiente    | 1                  |                    |  |           |                    |           |  |  |       |       |       |  |
|  | 8                   | Independiente    | 1                  | N/D (no disputado) |  |           |                    |           |  |  |       |       |       |  |
|  |                     |                  |                    |                    |  |           |                    |           |  |  |       |       |       |  |
|  |                     |                  | N/D (no disputado) |                    |  |           |                    |           |  |  |       |       |       |  |
|  | 5                   | Estudiantes (LP) | 2 (2)              |                    |  |           |                    |           |  |  |       |       |       |  |
|  | 5                   | Estudiantes (LP) | 2 (2)              |                    |  |           |                    |           |  |  |       |       |       |  |
|  | 4                   | Rosario Central  | 2 (0)              |                    |  |           |                    |           |  |  |       |       |       |  |
|  | 4                   | Rosario Central  | 2 (0)              |                    |  |           | N/D (no disputado) |           |  |  |       |       |       |  |
|  |                     |                  |                    |                    |  |           |                    |           |  |  |       |       |       |  |
|  |                     |                  | N/D (no disputado) |                    |  |           |                    |           |  |  |       |       |       |  |
|  | 3                   | Racing Club      | 1                  |                    |  |           |                    |           |  |  |       |       |       |  |
|  | 3                   | Racing Club      | 1                  |                    |  |           |                    |           |  |  |       |       |       |  |
|  | 6                   | Boca Juniors     | 0                  |                    |  |           |                    |           |  |  |       |       |       |  |
|  | 6                   | Boca Juniors     | 0                  | N/D (no disputado) |  |           |                    |           |  |  |       |       |       |  |
|  |                     |                  |                    |                    |  |           |                    |           |  |  |       |       |       |  |
|  |                     |                  | N/D (no disputado) |                    |  |           |                    |           |  |  |       |       |       |  |
|  | 7                   | Bye              | N/D                |                    |  |           |                    |           |  |  |       |       |       |  |
|  | 7                   | Bye              | N/D                |                    |  |           |                    |           |  |  |       |       |       |  |
|  | 2                   | San Lorenzo      | N/D                |                    |  |           |                    |           |  |  |       |       |       |  |
|  | 2                   | San Lorenzo      | N/D                |                    |  |           |                    |           |  |  |       |       |       |  |
|  |                     |                  |                    |                    |  |           |                    |           |  |  |       |       |       |  |

## Cuartos de final
| 29 de marzo de 1947 | Club Atlético River Plate                     | 2:1 | Club Atlético Independiente | Estadio El Gasómetro, Buenos Aires |                               |
|                     | 28' Roberto Coll (RP), 40' Félix Loustau (RP) |     | 14' O. Schiaritte (I)       | Árbitro(s): Juan José Álvarez      | Árbitro(s): Juan José Álvarez |

| 29 de marzo de 1947 | Racing Club       | 1:0 | Club Atlético Boca Juniors | Estadio El Gasómetro, Buenos Aires |                        |
|                     | 27' Ezra Sued (R) |     |                            | Árbitro(s): L. Amoroso             | Árbitro(s): L. Amoroso |

| 29 de marzo de 1947 | Club Estudiantes de La Plata                     | 2:2 | Club Atlético Rosario Central                             | Estadio El Gasómetro, Buenos Aires |                        |
|                     | 15' Ricardo Infante (E), 25' Walter Garcerón (E) |     | 17' Luis Isidro Bravo (RC), 19' Juan Eduardo Hohberg (RC) | Árbitro(s): R. Riestra             | Árbitro(s): R. Riestra |

| Predecesor: 1944 Campeón: Estudiantes (LP) | VI Copa Adrián C. Escobar 1946 Campeón: Vacante | Sucesor: 1949 Campeón: Newell's |